# Natação nos Jogos Pan-Americanos de 2003 - 200 m borboleta masculino
O evento dos 200 m borboleta masculino nos Jogos Pan-Americanos de 2003 foi realizado em 16 de agosto de 2003.

## Medalhistas
| Ouro   | USA Michael Raab   |
| Prata  | BRA Kaio Márcio    |
| Bronze | BRA Pedro Monteiro |

## Records
| Recorde mundial       | Michael Phelps (USA)  | 1:53.93 | 22 de julho de 2003  | Barcelona |
| Recorde pan-americano | Shamek Pietucha (CAN) | 1:58.50 | 06 de agosto de 1999 | Winnipeg  |

## Resultados
| Posição | Nadador                 | Eliminatórias | Eliminatórias | Final      |  |
| Posição | Nadador                 | Tempo         | Posição       | Tempo      |  |
| ------- | ----------------------- | ------------- | ------------- | ---------- |  |
| 1       | Michael Raab (USA)      | 1:57.54 GR    | 1             | 1:57.33 GR |  |
| 2       | Kaio Almeida (BRA)      | 2:02.27       | 6             | 1:58.10 NR |  |
| 3       | Pedro Monteiro (BRA)    | 1:59.93       | 2             | 1:59.38    |  |
| 4       | Jeremy Knowles (BAH)    | 2:02.89       | 7             | 1:59.82    |  |
| 5       | Eric Donnelly (USA)     | 2:01.03       | 5             | 2:00.04    |  |
| 6       | Andrew Livingston (PUR) | 2:00.84       | 4             | 2:00.05    |  |
| 7       | Juan Valdivieso (PER)   | 2:00.15       | 3             | 2:00.62    |  |
| 8       | Chad Murray (CAN)       | 2:04.32       | 9             | 2:04.93    |  |
|         |                         |               |               |            |  |
| 9       | Sergio Cabrera (PAR)    | 2:04.60       | 10            | 2:04.54    |  |
| 10      | Shaune Fraser (CAY)     | 2:08.31       | 13            | 2:04.82    |  |
| 11      | Devin Saez (ESA)        | 2:07.68       | 11            | 2:06.00    |  |
| 12      | José Rodríguez (DOM)    | 2:09.33       | 17            | 2:07.96    |  |
| 13      | William Muriel (ECU)    | 2:08.24       | 12            | 2:08.00    |  |
| 14      | Matthew Houllier (TRI)  | 2:09.09       | 16            | 2:08.39    |  |
| 15      | Carlos Meléndez (ESA)   | 2:09.04       | 15            | 2:08.62    |  |
| 16      | Marcos Burgos (CHI)     | 2:09.00       | 14            | 2:08.64    |  |
|         |                         |               |               |            |  |
| 17      | Sergio de Léon (GUA)    | 2:09.51       | 18            |            |  |
| 18      | Roy Barahona (HON)      | 2:09.91       | 19            |            |  |
| 19      | Travano McPhee (BAH)    | 2:11.78       | 20            |            |  |
| 20      | Omar Núñez (NCA)        | 2:12.11       | 21            |            |  |
| 21      | Timothy Wong (JAM)      | 2:12.16       | 22            |            |  |
| —       | Josh Ilika (MEX)        | 2:03.04       | 8             | riscado    |  |